# Alboino

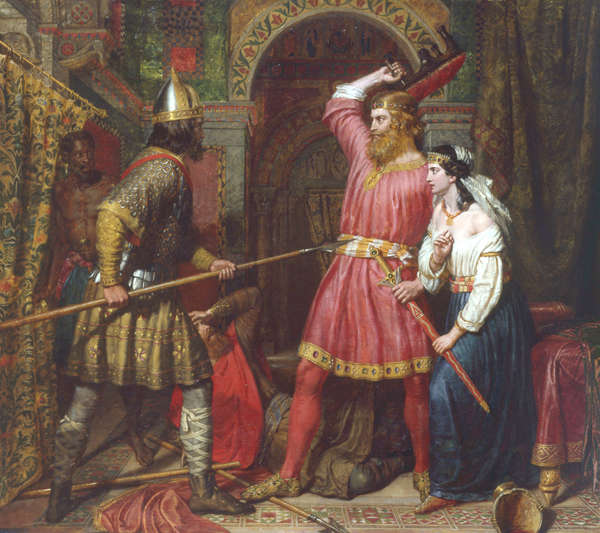
El asesinato del rey Alboino, de Charles Landseer, Leicester Galleries.

Alboino fue rey de los lombardos (c. 563-572). Hijo y sucesor de su padre el rey Alduino, en 568 abandonó su tierra natal, Panonia y llevó a su pueblo a conquistar Italia, dando lugar al nacimiento del reino lombardo que durará hasta 744 con la caída del reino tras la llegada de los francos de Carlomagno. 
Después de lograr conquistar parcialmente Italia, se convirtió en una figura legendaria. Hubo varias canciones épicas lombardas sobre sus hazañas; Paolo Diacono se inspira en él para numerosos episodios que narra en su Historia Langobardorum. La historia se confunde con la fantasía, debido a las hazañas tradicionales que se fueron enriqueciendo con el paso del tiempo, y su figura desemboca por tanto en leyenda, confundiéndose muy a menudo cronología y hechos.

## Historia
Tras entrar como pueblo foederati al servicio de Imperio bizantino con todo su pueblo, se alió con el Kaganato ávaro contra los gépidos y destruyeron el reino de estos últimos, ubicado en la cuenca del río Danubio en el año 567, matando a su viejo rey Cunimundo y casándose a la fuerza con su hija, la princesa Rosamunda. Alboino se había casado antes con Clotsinda, una princesa merovingia hija de Clotario I, rey de los francos.
A principios de 568, a lo mejor por desconfianza contra los ávaros, pero también al corriente de la inestabilidad del dominio bizantino en Italia después de la guerra gótica, decidió la migración de su pueblo hacia Italia del Norte. Ordenó a su pueblo cruzar los Alpes, encabezando un grupo compuesto por hérulos, gépidos, búlgaros, turingios, sármatas, suevos, romanos que quedaban en Pannonia y algunos ostrogodos; pero destacaban los 20.000 guerreros sajones con sus familias, que partieron desde Panonia. Sin embargo, la cifra varía enormemente según el autor. Pablo el Diácono los cifra en 100.000, de los que 26.000 serían guerreros mientras que los testigos de la época los cifraban en medio millón. Estudiosos modernos dan cifras de 100.000-150.000 (Jörg Jarnut), 150.000-500.000 (Neil Christie), 150.000-200.000 (Wilfried Menghen) y 100.000-300.000 (Stefano Gasparri).
Salieron hacia Italia partiendo del lago de Balatón (en la Hungría actual) el lunes de Pascua del año 568. Ocuparon Friuli en la primavera de 569, haciendo de la región el primer ducado lombardo e instalando en él a un sobrino suyo, Gisulfo, con sede en Cividale, capital del ducado. Desde el nordeste de la península conquistó todo el fértil valle del Po e incluso los Alpes, así como la Italia central con la excepción de Rávena y de Roma, que se libraron de la conquista, las cuales pudieron conservar los bizantinos, que instalaron su cuartel general en la antigua Regia del rey Teodorico el Grande en Verona. Milán cayó a finales del verano del 569 y Pavía capituló después de un largo y penoso cerco de tres años (572).
El 28 de junio de 572, Alboino fue asesinado en Verona mientras dormía la siesta. Según la tradición, Rosamunda fue la instigadora de esta muerte por venganza, pues el rey la había obligado a beber el vino de la victoria en el cráneo de su propio padre.